# Bibliothèque Virgilio Barco
La Bibliothèque Virgilio Barco est une bibliothèque publique située à Bogota, en Colombie. Elle est nommée en référence au président Virgilio Barco Vargas. Inaugurée le 21 décembre 2001, elle est l’œuvre de l'architecte franco-colombien Rogelio Salmona.